# Natalbuggy
Natalbuggy Indústria, Comércio e Serviços Ltda. war ein brasilianischer Hersteller von Automobilen.

## Unternehmensgeschichte
José Maria Alves de Lima gründete 1988 das Unternehmen in Natal. Zunächst handelte er mit VW-Buggies. In den 1990er Jahren begann die Produktion von Automobilen. Der Markenname lautete Cobra. 1998 endete die Produktion. Eine staatliche Quelle kennt Fahrzeuge der Baujahre 1993 bis 1998.

## Fahrzeuge
Das einzige Modell war ein Buggy. Die offene Karosserie hatte keine Türen. Eine Überrollvorrichtung sorgte für mehr Stabilität und Sicherheit. Auffallend waren die eckigen Scheinwerfer, die in die Fahrzeugfront integriert waren.